# Нью-Вірджинія (Айова)
Нью-Вірджинія (англ. New Virginia) — місто (англ. city) в США, в окрузі Воррен штату Айова. Населення — 498 осіб (2020).

## Географія
Нью-Вірджинія розташований за координатами 41°10′54″ пн. ш. 93°43′52″ зх. д. / 41.18167° пн. ш. 93.73111° зх. д. (41.181616, -93.731041).  За даними Бюро перепису населення США в 2010 році місто мало площу 1,20 км², уся площа — суходіл.

## Демографія
Згідно з переписом 2010 року, у місті мешкало 489 осіб у 196 домогосподарствах у складі 134 родин. Густота населення становила 409 осіб/км².  Було 216 помешкань (180/км²).
Расовий склад населення:
| - 99,4 % — білих - 0,2 % — корінних американців - 0,2 % — чорних або афроамериканців |

До двох чи більше рас належало 0,2 %. Частка іспаномовних становила 0,8 % від усіх жителів.
За віковим діапазоном населення розподілялося таким чином: 28,6 % — особи молодші 18 років, 56,5 % — особи у віці 18—64 років, 14,9 % — особи у віці 65 років та старші. Медіана віку мешканця становила 33,3 року. На 100 осіб жіночої статі у місті припадало 105,5 чоловіків;  на 100 жінок у віці від 18 років та старших — 100,6 чоловіків також старших 18 років.
Середній дохід на одне домашнє господарство  становив 64 377 доларів США (медіана — 58 438), а середній дохід на одну сім'ю — 70 651 долар (медіана — 63 750). За межею бідності перебувало 7,2 % осіб, у тому числі 11,3 % дітей у віці до 18 років та 0,0 % осіб у віці 65 років та старших.
Цивільне працевлаштоване населення становило 225 осіб. Основні галузі зайнятості: освіта, охорона здоров'я та соціальна допомога — 24,4 %, роздрібна торгівля — 11,1 %, фінанси, страхування та нерухомість — 10,7 %.